# Theda Skocpol
Theda Skocpol   (Detroit, 4 de maig de 1947) és una sociòloga i politòloga estatunidenca que actualment és professora de govern i sociologia a la Universitat Harvard. Una figura amb gran influència en el camp de la sociologia i la politologia, és coneguda per advocar per l'aproximació històrico-institucional i comparativa en aquestes ciències, a més d'haver presidit l'Associació estatunidenca de Ciència Política i de l'Associació d'Història de la Ciència Social.
En sociologia històrica, els seus treballs i opinions s’han associat a l'escola estructuralista. Un exemple d’aquest fet és la seva argumentació sobre com les revolucions socials es poden explicar a partir de les estructures de les societat agrícoles i els respectius estats on hi ocorren aquestes revolucions. Aquesta aproximació difereix de manera important de les aproximacions més conductistes, que tendeixen a emfatitzar el rol de la «població revolucionària», la «psicologia revolucionària», i/o la «consciència revolucionària» com a factors determinants dels processos revolucionaris.
El seu llibre States and Social Revolutions (1979) va tindre una gran influència en l'estudi de les revolucions socials i va obrir la porta a un nou paradigma en aquest camp.

## Biografia
Theda Skocpol va nàixer a Detroit, capital de l'estat estatunidenc de Michigan, el 4 de maig de 1947. Tant la seva mare, Jennie Mae Becker Barron, com el seu pare, Allan Barron, eren professors. Va aconseguir el Bachelor of Arts en sociologia a la Universitat Estatal de Michigan en 1969, període durant el qual va participar en el moviment en contra de la guerra, en resposta a la guerra de Vietnam.
Mitjançant l'associació estudiantil metodista, va anar al Rust College, una universitat històrica negra de l'estat de Mississipi, a ensenyar anglés i matemàtiques als estudiants de primer any. Molts dels estudiants eren mitgers i la primera generació de la família que accedia a la universitat. Ella va qualificar la seua experiència al Mississipi, on va observar el racisme i la segregació, de «transformadora». Després, va aconseguir el Master of Arts (1972) i el doctorat (1975) en la Universitat Harvard. El seu primer article publicat, de l'any 1973, era una critica al llibre Social Origins of Dictatorship and Democracy de Barrington Moore Jr.
Entre l’any 1975 i l’any 1981, Skocpol va ser professora adjunta i professora associada de Sociologia a Harvard. Durant aquest temps, va publicar el seu primer llibre: States and Social Revolutions: A Comparative Analysis of Social Revolutions in Russia, France and China (1979). El seu treball posterior es va centrar en la metodologia i la teoria, incloent el volum co-editat Bringing the State Back In, en el qual va enunciar un nou enfocament en les ciències socials sobre l'estat com a agent de canvi social i polític.
L'any 1981, Skocpol es va traslladar a treballar a la Universitat de Chicago, i durant els següents cinc anys va exercir com a professora associada de sociologia, ciència política i ciències socials, així com de directora del Centre d'Estudi de les Societats Industrials.
A inicis de la dècada del 1980, Skocpol va fer públic que la Universitat Harvard li va denegar ocupar la plaça fixa al centre perquè era una dona, una acusació que una investigació interna va trobar fonamentada. L'any 1984, la Universitat Harvard li oferiria plaça com a titular d'universitat, que va acceptar i que la va convertir en la primera sociòloga titular de la universitat.
Des de l'any 1986 fins a l'actualitat, Skocpol ha ocupat diferents posicions a la Universitat Harvard, entre les quals destaquen la direcció del Centre pels Estudis Polítics Americans o el deganat de l'Escola de Postgrau d'Arts i Ciències.

## Honors i títols
Al llarg de la seua carrera, Skocpol ha ocupat diverses posicions tant en organitzacions acadèmiques com professional. Ha sigut presidenta de la Secció de Política i Història, presidenta i membre del consell de l'Associació Americana de Ciència Política (1991-1996). Així mateix, és fundadora i coeditora de l'Estudi Princeton en política americana: perspectives històriques, comparatives i internacionals (1993-actualitat).
D'acord amb el seu curriculum vitae, Skocpol ha sigut distingida amb més de 20 premis i honors, alguns dels quals són el premi C. Wright Mills de La societat per a l'estudi de problemes socials l'any 1979 o ha sigut triada per ocupar un lloc en l'Acadèmica Nacional de Ciència l'any 2008. Així mateix, el seu llibre Protecting Soldiers and Mothers (1992) va ser premiat l'any 1993 amb el premi Woodrow Wilson per ser considerat el millor llibre en ciència política per l'Associació Americana de Ciència Política.
L'any 2007, va ser premiada amb el premi Johan Skytte en ciència política, un dels premis més prestigiosos en ciència política, per «la seua visionària anàlisi en la importància de l'estat en les revolucions, el benestar i la confiança política, aconseguida amb profunditat teòrica i proves empíriques». (La cita literal consisteix en: "visionary analysis of the significance of the state for revolutions, welfare, and political trust, pursued with theoretical depth and empirical evidence.")

## Treballs i contribucions principals

### States and Social Revolutions(1979)
El llibre més famós de Skocpol, States and Social Revolutions: A Comparative Analysis of Social Revolutions in Russia, France and China (1979) (Estat i revolucions socials: una anàlisi comparativa de les revolucions socials a Rússia, França i Xina), parla sobre com la majoria de les teories només expliquen les accions directes que expliquen les revolucions socials. L'autora inclou a l'anàlisi l'estructura que ha creat la situació revolucionària que ha desembocat en aquesta transformació ràpida de la societat i de les estructures socials, i discuteix i compara les causes de la Revolució Francesa (1787-1800), la Revolució Russa (1917-1921) i la Revolució Xinesa (1911-1949).
D'acord amb Skocpol, hi ha dues etapes en les revolucions socials: una crisi de l'estat i el sorgiment d'una classe dominant per beneficiar-se de la situació revolucionària. La crisi de l'estat aflora d'una econòmica pobre, un desastre natural, problemes d'abastiment alimentari, o problemes de seguretat, i els líders de la revolució també han d'afrontar aquestes qüestions, i del seu maneig dependrà la restauració de l'estat.
Skocpol utilitza la lluita de classes del marxisme per afirmar que les principals causes del malestar social són les estructures socials de l'estat, les pressions internacionals, i les relacions de classe. En aquest sentit, els seus crítics suggereixen que Skocpol ignora el rol dels individus i la seua ideologia, elements compatibles amb l'estructuralisme de Skocpol.

### Teoria de l'estat autònom
Aquesta teoria ressalta la idea que les burocràcies estatals podrien tindre el potencial per dur a terme operacions autònomes, i que aquest potencial estava sent ignorat pels científics, més enfocats en els estudis centrats en les societats. Skocpol considera la idea que els partits són més importants als Estats Units que al govern, i que el domini de classe té un paper important en la política estatunidenca.

### Protecting Soldiers and Mothers(1992)
En aquest llibre, Skocpol mostra, en contra de la saviesa convencional, que els Estats Units eren un estat del benestar precoç al començament del segle XX i que no estava molt endarrerit respecte als estats europeus en aquest moment.
L'autora explica que els soldats de la Guerra Civil dels Estats Units i les seues mares es beneficiaren de la despesa social, les regulacions laborals i de l'educació en salut a través dels clubs de dones arreu del país. Simultàniament, Skocpol rebat el seu argument on diu que els teòrics havien ignorat el poder independent dels estats a la seua teoria de l'estat autònom, explicant que "el meu marc de referència teòric centrat en l'estat ha evolucionat en una aproximació centrada en l'entitat política, cosa que significa que els moviments socials, coalicions de grups de pressió, i partits polítics han de ser estudiats a l'hora d'entendre el poder als Estats Units d'Amèrica."
Skocpol explica com els clubs i les associacions omplen el buit deixat per la menor presència de l'estat i d'una església oficial al país, i ofereix un estudi de cas en com les dones tingueren èxit a l'hora de guanyar drets laborals, pensions, salari mínim i el subsidi públic de clíniques d'assistència natal. A més a més, Skocpol puntualitza que les dones foren capaces de superar la disparitat de classe per aconseguir aquests objectius, treballant a escala federal, i influenciant representants amb llibres, revistes i mítings.

### Diminished Democracy(2003)
Aquest llibre debat sobre canvis als Estats Units d'Amèrica en la implicació pública i el seu declivi recent. Skocpol parla sobre com revertir aquesta tendència explicant com el país esdevingué una nació cívica, els organitzadors d'aquest moviment, la gestió d'aquestes organitzacions cíviques i els seus canvis perjudicials, a més de com recrear un sentiment de ciutadania. L'autora provoca al lector amb la idea que la participació cívica esdevindrà, algun dia, un altre treball més que una responsabilitat civil.

## Publicacions

### Llibres
- Skocpol, Theda (1979). States and Social Revolutions: A Comparative Analysis of France, Russia, and China. Canto Classics. Cambridge, England: Cambridge University Press. ISBN 978-0-521-29499-7.
- Skocpol, Theda (1992). Protecting Soldiers and Mothers: The Political Origins of Social Policy in the United States. Cambridge, Massachusetts: Belknap Press of Harvard University Press. ISBN 978-0-674-71765-7.
- Skocpol, Theda (1994). Social Revolutions in the Modern World. Cambridge Studies in Comparative Politics. Cambridge, England: Cambridge University Press. ISBN 978-0-521-40938-4.
- Skocpol, Theda (1995). Social Policy in the United States: Future Possibilities in Historical Perspective. Princeton, New Jersey: Princeton University Press. ISBN 978-0-691-03785-1.
- Skocpol, Theda (1996). Boomerang: Clinton's Health Security Effort and the Turn Against Government in U.S. Politics. New York, New York: W. W. Norton & Company. ISBN 978-0-393-03970-2.
- Skocpol, Theda (1997). Boomerang: Health Reform and the Turn Against Government. New York, New York: W. W. Norton & Company. ISBN 978-0-393-31572-1.
- Skocpol, Theda (2000). The Missing Middle: Working Families and the Future of American Social Policy. The Century Foundation. New York, New York: W. W. Norton & Company. ISBN 978-0-393-32113-5.
- Skocpol, Theda (2003). Diminished Democracy: From Membership to Management in American Civic Life. The Julian J. Rothbaum Distinguished Lecture Series. 8. Norman, Oklahoma: University of Oklahoma Press. ISBN 978-0-8061-5017-8.
- Skocpol, Theda; Bartels, Larry M; Edwards, Mickey; Mettler, Suzanne (2012). Obama and America's Political Future. Cambridge, Massachusetts: Harvard University Press. ISBN 978-0-674-07164-3.
- Skocpol, Theda; Williamson, Vanessa (2012). The Tea Party and the Remaking of Republican Conservatism. Oxford: Oxford University Press. ISBN 978-0-19-983263-7.

### Volums editats
- Burawoy, Michael; Skocpol, Theda, eds. (1982). Marxist Inquiries: Studies of Labor, Class, and States. American Journal of Sociology supplement. 88. Chicago, Illinois: University of Chicago Press. ISBN 978-0-226-08040-6.
- Skocpol, Theda, ed. (1984). Vision and Method in Historical Sociology. Cambridge, England: Cambridge University Press. ISBN 978-0-521-29724-0
- Evans, Peter B.; Rueschemeyer, Dietrich; Skocpol, Theda, eds. (1985). Bringing the State Back In. Cambridge, England: Cambridge University Press. ISBN 978-1-107-71713-8.
- Weir, Margaret; Orloff, Ann Shola; Skocpol, Theda, eds. (1988). The Politics of Social Policy in the United States. Princeton, New Jersey: Princeton University Press. ISBN 978-0-691-09436-6.
- American Society and Politics: Institutional, Historical, and Theoretical Perspectives (with John L. Campbell), McGraw-Hill (New York), 1995.
- States, Social Knowledge, and the Origins of Modern Social Policies (with Dietrich Rueschemeyer), Princeton University Press, 1996.
- The New Majority: Toward a Popular Progressive Politics (with Stan Greenberg), Yale University Press (New Haven, CT), 1997.
- Democracy, Revolution, and History (with George Ross, Tony Smith, and Judith Eisenberg Vichniac), Cornell University Press (Ithaca, NY), 1998.
- Civic Engagement in American Democracy (with Morris P. Fiorina), Brookings Institution Press (Washington, DC)/Russell Sage Foundation (New York City), 1999.
- The Transformation of American Politics: Activist Government and the Rise of Conservatism (with Paul Pierson), Princeton University Press, 2007.
- Reaching for a New Deal: Ambitious Governance, Economic Meltdown, and Polarized Politics in Obama’s First Two Years (with Lawrence R. Jacobs, Russell Sage Foundation (New York), 2011,
- Upending American Politics: Polarizing Parties, Ideological Elites, and Citizen Activists from the Tea Party to the Anti-Trump Resistance (with Caroline Tervo), Oxford University Press (New York), 2020.

### Selecció d'articles.
- A Critical Review of Barrington Moore’s Social Origins of Dictatorship and Democracy. Politics and Society, 4(1), pp. 1–34
- Review article: "Cultural Idioms and Political Ideologies in the Revolutionary Reconstruction of State Power: A Rejoinder to Sewell," The Journal of Modern History Vol. 57, No. 1, March 1985.
- Skocpol T. “Bringing the State Back In: Retrospect and Prospect”. Scandinavian Political Studies. 2008;31 (2) :109-24.
- Skocpol T, Mettler S. “Back to School”. Democracy: A Journal of Ideas. 2008;(10).
- Skocpol T, Oser JL. “Organization Despite Adversity: The Origins and Development of African American Fraternal Organizations”. Social Science History. 2004;28 (3) :367-437.